# Emilio Lee
Lee Kok-tai, meglio conosciuto come Emilio Lee (李國泰T, Lǐ GuótàiP; 1936), è un ex cestista filippino naturalizzato taiwanese.

## Carriera
Con Taiwan ha disputato i Campionati mondiali del 1959.